# 配送
配送是物流的一个缩影或在某小范围中物流全部活动的体现。
一般的物流是运输及保管，而配送则是分拣配货及运输，其更关注于按待运输货物的目的地来将其区分，以便于物流操作。
物流配送的主要工作有：备货、储存、加工、分拣及配货、配装、配送运输、送达服务。